# 问礼街道
问礼街道，是中华人民共和国河南省洛陽市瀍河回族区下辖的一个乡镇级行政单位。原为瀍河回族乡，2023年撤乡设街道。

## 行政区划
问礼街道下辖以下地区：
下窑村、旭升村、塔西村、塔东村、史家湾村、小李村、马坡村、盘龙冢村、上窑村、中窑村和北关村。